# Accidente Aeroshow Chihuahua 2013
El 5 de octubre de 2013 ocurrió un accidente alrededor de las 17:30 en las afueras de Chihuahua en el parque presa "El Rejón" durante un aeroshow. El piloto de un Camión monstruo, Francisco Velázquez Samaniego, perdió el control de la camioneta y arrolló a más de 90 personas, de las cuales 58 resultaron heridas y 9 fallecieron. Al conductor se le sentenció a 5 años de prisión.

## Impacto en la ciudad

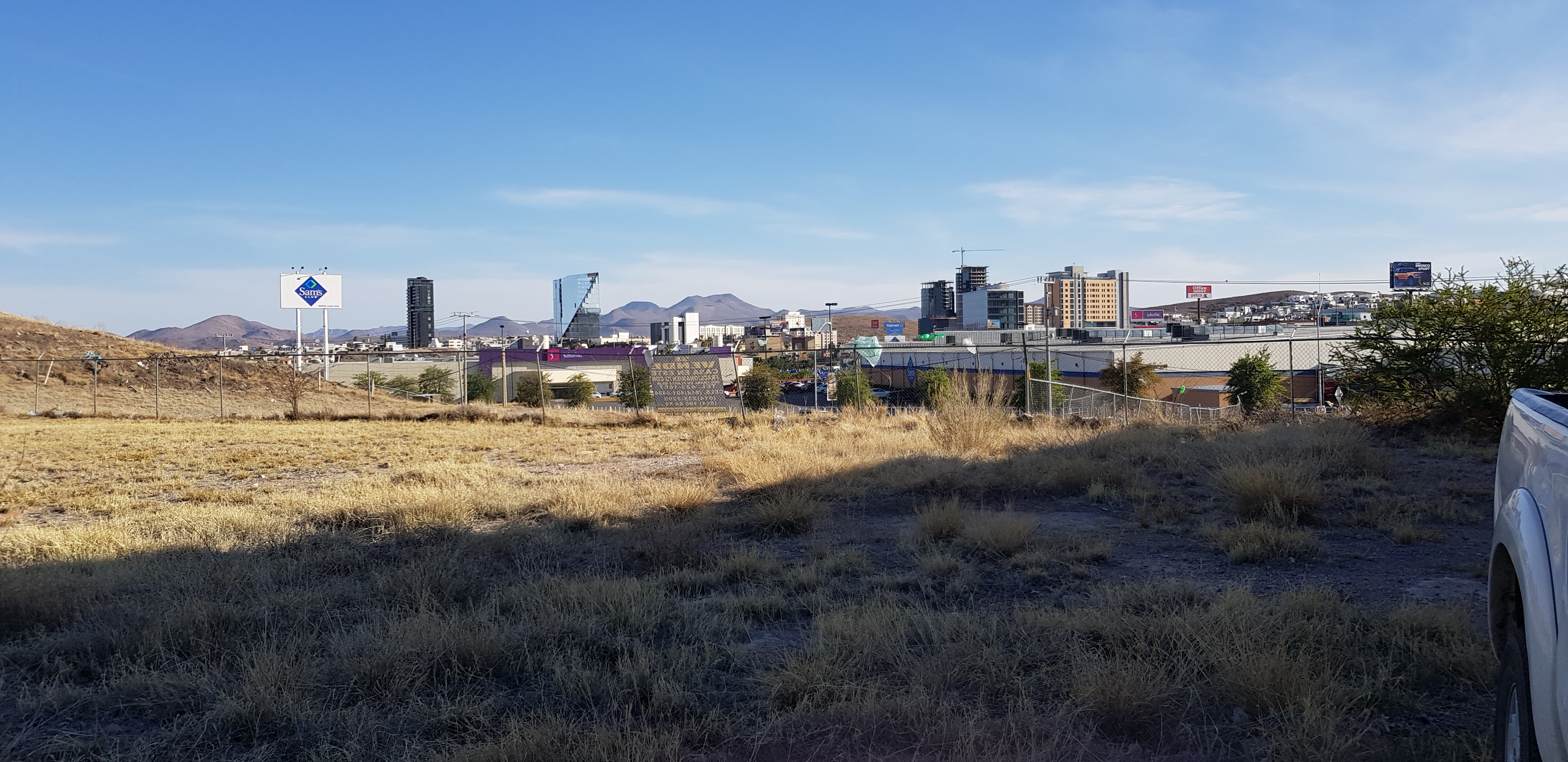
En la Ciudad de Chihuahua ocurrió el accidente. Imagen de 8 años después.

El gobierno municipal, tras obtener la aprobación de los familiares de las víctimas, ordenó construir un memorial en el parque presa "El Rejón" llamado "El memorial a las víctimas del Aeroshow", inaugurado cuatro años después del accidente.

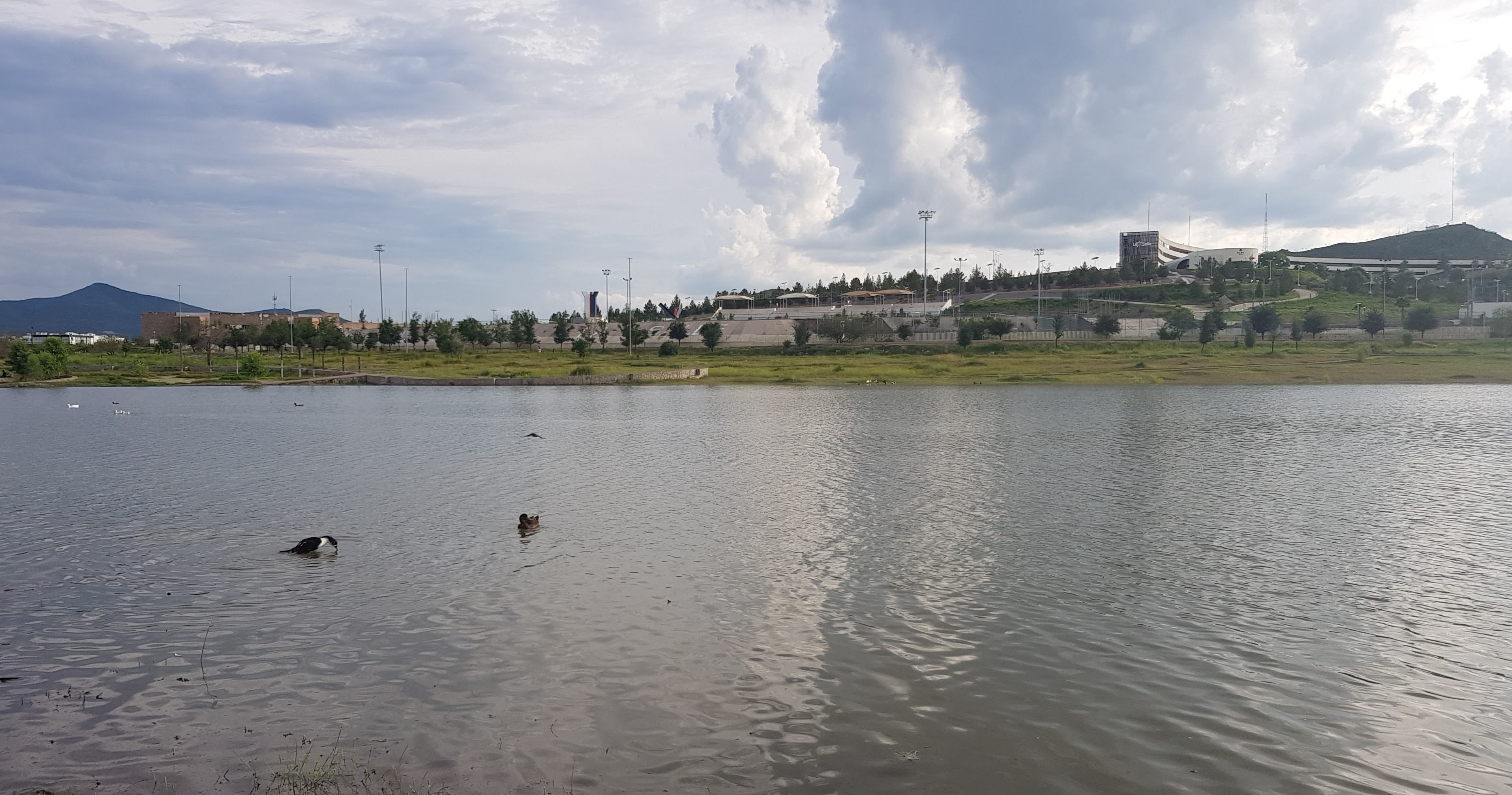
El Parque Presa Rejón está cerca de donde sucedió el accidente.

Los familiares de las víctimas realizaron funerales para los fallecidos durante el Aeroshow y el gobierno declaró 3 días de luto en el estado para conmemorar a las víctimas del accidente y apoyar a sus familiares y amigos.
El memorial fue construido en forma de plazoleta circular con piso de concreto y rodapié de bloque, conectado a la senda perimetral mediante una rampa y escalones, así como un monumento central a base de tótems de placas de acero. También cuenta con una techumbre metálica, bajo la cual se reflejarán los nombres de los recordados sobre el piso cada vez que la luz del sol pase por la lámina de la techumbre en mención.